# 第9屆威尼斯影展 (無效)
「第9届」（無效）威尼斯影展於1941年8月30日至9月14日舉行。從1940至1942年的典禮「被認為無效，彷彿從未發生」，因為它在離麗都很遠的地方舉辦，再加上第二次世界大戰的緣故很少國家參加，機構和導演均是被法西斯主義羅馬-柏林軸壟斷。另外，由於貝尼托·墨索里尼旗下的義大利法西斯主義政府強烈的法西斯政治干涉，而導致義大利經歷了一段被法西斯思想壓制的文化蕭條期。

## 評審團[3]
- 朱塞佩·沃爾庇（主席）
- 奧拉夫·安德森
- 拉斯洛·四世·巴洛格
- 達爾
- 德里希斯韋勒
- 傑格爾
- 埃特爾·摩納哥
- 內夫
- 米海·皮斯卡伊伍
- 索里亞諾
- 揚·范德爾·海頓
- 凡·德·貝基特
- 威廉

## 競賽電影
| 中文片名                   | 原文片名          | 導演                             | 製作國家 |
| -------------------------- | ----------------- | -------------------------------- | -------- |
| 《紫丁香》                 | Madreselva        | 路易斯·塞薩爾·阿馬道裡           | 阿根廷   |
| 《關上的門》               | Puerta cerrada    | 约翰·奥尔顿、路易斯·撒斯拉夫斯基 | 阿根廷   |
| 《安特卫普的來信》（短片） | Lettre de Anverse | 簡·范德海頓                      | 比利时   |
| 《夜之蝶》                 | Noční motýl       | 弗朗蒂塞克·卡普                  | 捷克     |

## 外部鏈接
- 官方网站
- IMDb1941年威尼斯影展獎項（页面存档备份，存于）